# Byzantinsk arkitektur
Byzantinsk arkitektur er først og fremmest de kirker som blev bygget i Det byzantinske rige. Arkitekturen havde sin baggrund i den tidlige kristne periode. Da flyttede kejser Konstantin den Store hovedstaden i Romerriget fra Rom til Byzans. Dette skete i tidsrummet 324–330 . I denne periode var det basilikaen som var dominerende, men der fandtes andre forbilleder for arkitekturen, for eksempel centralbygningen. Denne var baseret på cirklen og brugt i badeanlæg, templer og mausolæer. Disse bygninger havde ofte en central akse og kupler. De blev foretrukket hvor der var relikvier, for eksempel St. Georg i Tessaloniki og Santa Constanza i Rom. Ud fra disse to bygningstyper udviklede den byzantinske arkitektur sig. Denne kan deles i #tre perioder.

## Tidlig byzantinsk periode
Denne periode var karakteriseret af kejser Justinian (527–567) og bliver regnet som den første guldalder. Han boede i Konstantinopel i øst og havde Ravenna som sæde i vest. Eksempel på kirkerne i Ravenna fra denne periode er San. Apollinare i Classe fra 549 som er en basilika. San Vitale i Ravenna har en oktogon som kor med en kuppel båret af otte kileformede søjler bundet sammen af arkader.
Justinians mest berømte bygværker fra denne periode er Hagia Sofia i Istanbul. Her har man forsøgt at kombinere centralbygningen og basilikaen.

## Middelbyzantinsk periode
Dette er perioden efter ikonoklasmen og regnes fra ca. 843 til den latinske okkupation i 1204.
Karakteristisk for denne periode er korskuppelkirker med centralakser. I denne kirketype danner langskib og tværskib et græsk kors. Sammen med de fire hjørneelementer bliver dette en kvadratisk grundplan med tre gange tre elementer. I vest finder vi ofte et narthex og i øst et kor. Centrale monumenter i Konstantinopel er nordkirken i Konstantin Lips kloster og Myrelaion-kirken fra ca. 920 . Myrelaion-kirken eller Bodrum Camii, som er det tyrkiske navn, har endnu sin oprindelige form og en typisk korskuppelkirke. Den er lille, med cirka atten meter længde bygget af teglkvist med en kuppel båret af fire søjler. Navnet Bodrum Camii betyder «kældermoskeen» fordi kælderetagen er blevet brugt som begravelseskapel. Kirken er konstrueret som et paladskapel i tilknytning til den private residens til kejser Romanos I. Den er bygget på en platform dannet af en stor rotunde, måske resterne af et romersk palads. Dette kan tjene som et eksempel på korskuppelkirken med ni hvælv og tre skibe og narthex. De halvcirkelformede pilastre i eksteriøret viser til de rommelige skel i interiøret.
Andre centrale monumenter fra denne tid er Hosios Loukas i Grækenland og Nea Moni på Khíos.

## Senbyzantinsk periode
Fra 1261 da latinerne blev styrtet, til 1453 da tyrkerne indtog Byzants. En betydelig samling med senbyzantinske kirker findes i Mystras, nær byen Sparta på Peloppones.